# Cité Héron
La cité Héron est une voie du 10e arrondissement de Paris, en France.

## Situation et accès
La cité Héron est une voie située dans le 10e arrondissement de Paris. Elle débute au 5, rue de l'Hôpital-Saint-Louis et se termine en impasse.

## Origine du nom

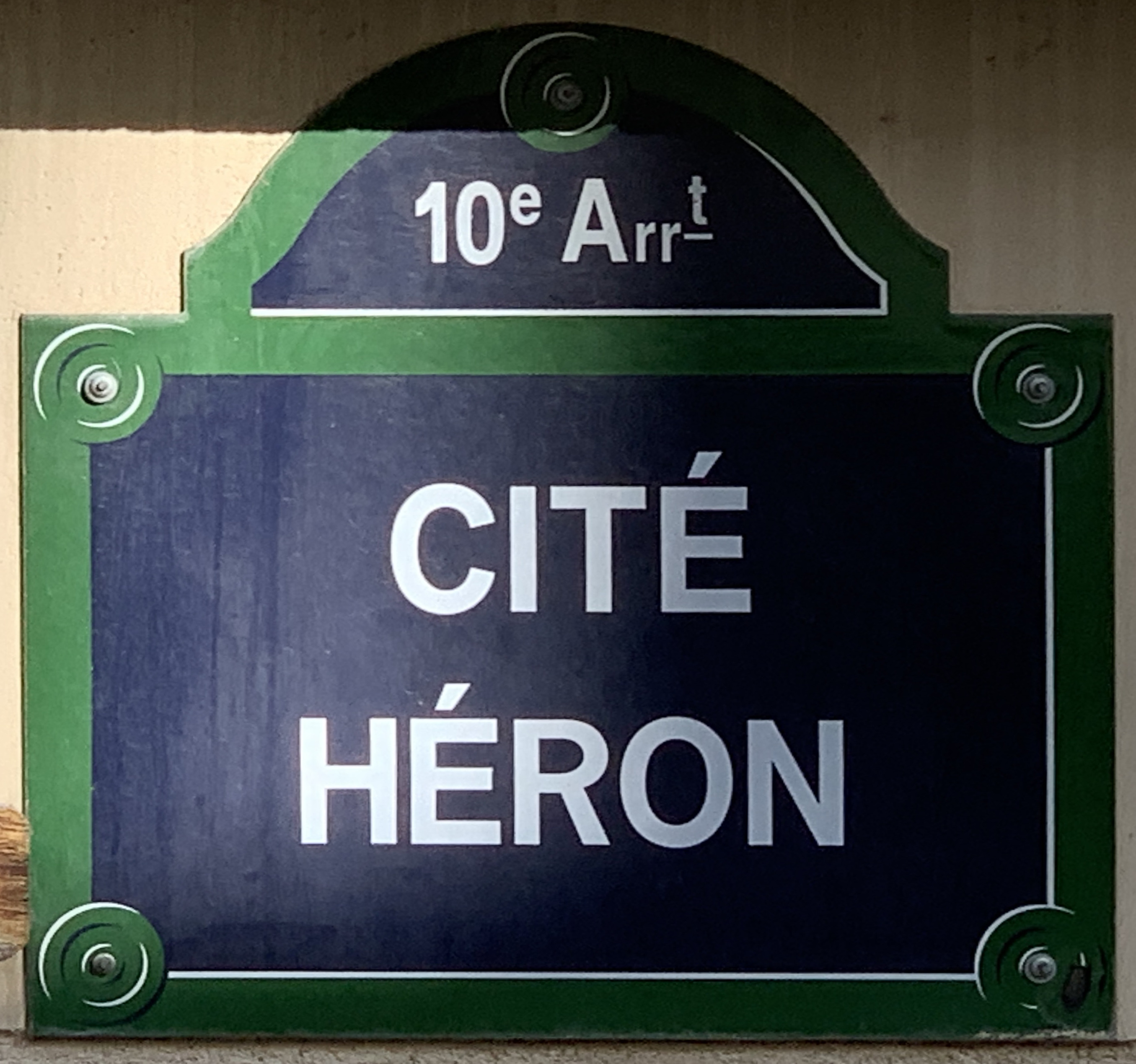
Plaque de la voie.

La rue tire son nom de celui d'un ancien propriétaire.

## Historique
Cette voie est ouverte en 1854.

## Bâtiments remarquables et lieux de mémoire
- No 3 : c'est à cet endroit que se situait l'hôtel meublé où Vincenzo Peruggia cacha pendant deux ans La Joconde, qu'il avait volée au musée du Louvre le 22 août 1911[1].